# The Selecter
The Selecter es una banda de ska británica. Fue una de las bandas que protagonizó el fenómeno Two Tone, junto a The Specials, Madness, The Beat, Bad Manners y The Bodysnatchers, principalmente.
Originaria de Coventry, Inglaterra, ésta se formó en 1979, como resultado de la suma de diversos músicos que provenían de músicas diferentes: Pauline Black, vocalista anglo-nigeriana, auténtico estandarte del grupo, Neol Davies, guitarra inglés y único miembro blanco de la banda, Charles Bembridge, bajista jamaicano que acabará siendo el batería, Compton Amanor, ghanés, como segundo guitarra, Gaps Hendrickson vocalista nacido en San Cristóbal, Desmond Brown, teclista jamaicano y Charley Anderson, bajista jamaicano. Esta fue la primera formación de un grupo que ha sufrido múltiples transformaciones en sus filas.
Su primer sencillo, grabado en otoño de 1979 para el sello Two Tone de Jerry Dammers, fue On My Radio / Too Much Pressure. En febrero de 1980 sale al mercado su primer LP, Too Much Pressure, grabado también bajo el sello Two Tone y la discográfica Chrysalis y que llegará a ser disco de oro. A este disco le seguirá una larga gira. Una vez concluida, el grupo comienza a tener cambios de músicos. En febrero de 1981 aparece el segundo Larga Duración del grupo, Celebrate The Bullet, un disco que no cuajará de la misma manera que el primero por varias razones, entre las cuales se encuentra el progresivo alejamiento de la juventud inglesa de los sonidos two-toneros y el acercamiento de ésta a la nueva moda, la New Wave.
En marzo de 1981, la banda se separa. En 1991, coincidiendo con el segundo ¨revival¨ ska, The Selecter vuelven a la carga para realizar una serie de conciertos, aunque de la formación original solo quedarán Pauline Black y Neol Davies.
En octubre de 1994 firmarán su tercer LP, The Happy Album, en el que abandona Neol Davies y regresa Gaps Hendrickson. Un año después publicarán Hairspray. A cada disco le seguirá su correspondiente gira por medio mundo. Finalmente, en 1999 publicarán su, hasta ahora, último disco, Cruel Britannia

## Discografía

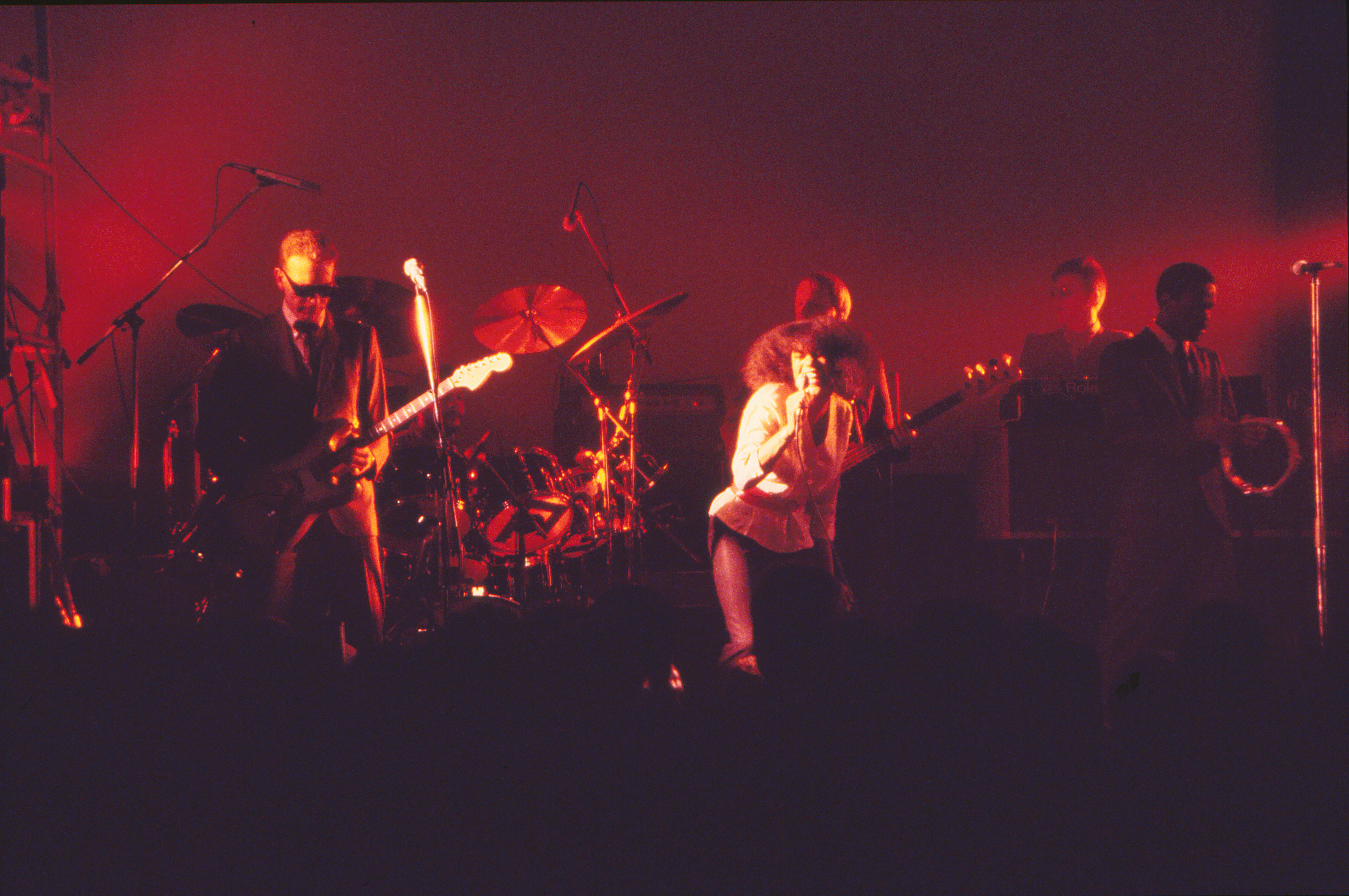
The Selecter, en directo en Kant-Kino, Berlin, 1980

### Álbumes
- Too Much Pressure (febrero de 1980) UK # 5
- Celebrate the Bullet (febrero de 1981) UK # 41
- The Happy Album (julio de 1994)
- Pucker! (agosto de 1995)
- Cruel Britannia (noviembre de 1998)
- The Trojan Songbook (1999)
- The Trojan Songbook - Vol 2 (2000)
- The Trojan Songbook - Vol 3 (2001)
- Real to Reel (2003)
- Made in Britain (2011)
- String Theory (2013)
- Subculture (junio de 2015)
- Daylight (octubre de 2017)

### Sencillos y EP
- "Gangsters vs. The Selecter" (July 1979, 2 Tone, TT1/TT2) UK # 6
- "On My Radio" (octubre de 1979, CHSTT 4) UK # 8
- "Three Minute Hero" (febrero de 1980, CHSTT 8) UK # 16
- "Missing Words" (marzo de 1980, CHSTT 10) UK # 23
- "The Whisper" (agosto de 1980, CHSS 1) UK # 36
- "Celebrate The Bullet" (noviembre de 1980, CHSS 2)
- "On My Radio 91" (1991)
- "Madness" (The Selecter con Prince Buster) (1992)
- "Hairspray" EP (1995)

## Miembros

### Formación original
- Pauline Black : voz
- Compton Amanor: guitarra
- Charley Anderson: bajo
- Charley 'H' Bembridge: percusión
- Desmond Brown: teclado
- Noel Davies: guitarra
- Arthur 'Gaps' Hendrickson: voz

Anderson y Brown dejaron The Selecter en 1980. Fueron reemplazados por James Mackie al teclado y Adam Williams al bajo.

### Formación de 1991
- Pauline Black: voz
- Neol Davies: guitarra
- Arthur 'Gaps' Hendrickson - voz
- Martin Stewart: teclados
- Nicky Welsh : bajo
- Perry Melius : percusión